# Пратт, Джон, 1-й маркиз Кэмден
Джон Джеффрис Пратт, 1-й маркиз Кэмден (англ. John Jeffreys Pratt, 1st Marquess Camden; 11 февраля 1759 — 8 октября 1840) — британский политик, титулованный виконт Бейхем с 1786 по 1794 год и известный как граф Кэмден с 1794 по 1812 год. Он служил лордом-лейтенантом Ирландии с 1795 по 1798 год и государственным секретарем по делам войны и колоний с 1804 по 1805 год.

## История и образование
Джон Джеффрис Пратт родился 11 февраля 1759 года в Линкольнс-Инн-Филдс, Лондон. Единственный сын адвоката Чарльза Пратта, 1-го графа Кэмдена (сына сэра Джона Пратта, бывшего лорда-председателя королевской скамьи), и Элизабет, дочери Николаса Джеффриса из Приори, Брекнокшир . Он был крещен в день появления кометы Галлея. В 1765 году его отец (к тому времени сэр Чарльз Пратт, назначенный главным судьей Общего суда в 1762 году) был назначен бароном Кэмденом, после чего он стал достопочтенным Джоном Праттом. Он получил образование в Кембриджском университете (Тринити-колледж).

## Политическая карьера
В 1780 году Джон Пратт был избран членом парламента от Бата и получил должность кассира казначейства том же году . Эту доходную должность он занимал до своей смерти, хотя после 1812 года он отказался получать большой доход, возникающий от него. Он служил в качестве лорда адмиралтейства в правительствах лорда Шелберна (1782—1783) и Уильяма Питта-младшего (1783—1789), а также занимал пост лорда казначейства с 1789 по 1792 год.
В 1786 году его отец был назначен графом Кэмденом, после чего он стал известен под одним из дочерних титулов своего отца как виконт Бейхем.
В 1793 году виконт Бейхем был приведен к присяге в Тайном совете. В 1794 году он сменил своего отца на посту 2-го графа Кэмдена, а в следующем году Питт назначил его лордом-лейтенантом Ирландии.
Срок полномочий Кэмдена, которого не любили в Ирландии как противника римско-католической эмансипации и сторонника непопулярной политики, был периодом волнений, кульминацией которого стало восстание 1798 года; его отказ дать отсрочку ирландцу Уильяму Орру, осужденному за измену на основании слов одного свидетеля сомнительной репутации (и за что его собственная сестра Фрэнсис, леди Лондондерри, ходатайствовала перед ним) вызвал большое общественное возмущение.
Сразу же после подавления восстания граф Кэмден ушел в отставку. В 1804 году он стал министром по военным и колониальным делам при Питте, а в 1805 году лордом-президентом Совета и занимал эту должность до 1806 года. Он снова был лордом-президентом с 1807 по 1812 год. После этой даты он оставался в течение некоторого времени в кабинете министров без должности.
В 1812 году он был назначен 1-м графом Брекноком и 1-м маркизом Кэмденом.
Вынужденный уход из кабинета лорда Каслри, пасынка его сестры Фрэнсис (леди Лондондерри), с которой он всегда был лично близок, в сентябре 1809 года привел к ряду ожесточенных семейных ссор, когда стало ясно, что маркиз Кэмден в течение нескольких месяцев знал о плане увольнения Каслри, но не предупредил его. Сам Каслри считал Кэмдена «слабым другом», а не врагом, и в конце концов они помирились. Однако другие члены семьи Стюарт так и не простили Кэмдену того, что они считали его неверностью.
Маркиз Кэмден также был лордом-лейтенантом Кента с 1808 по 1840 год и канцлером Кембриджского университета с 1834 по 1840 год . Он стал рыцарем Ордена Подвязки в 1799 году и избран членом Лондонского общества антикваров в 1802 году.

## Семья
31 декабря 1785 года лорд Кэмден женился на Фрэнсис Молсуорт (1756/1759 — 7 июля 1829), дочери Уильяма Молсуорта (1732—1762) и Энн Элизабет Смит. У супругов было четверо детей:
- Леди Кэролайн Пратт (? — 7 октября 1827), муж с 1825 года Александр Роберт Стюарт (1795—1850)
- Леди Джорджиана Элизабет Пратт
- Леди Фрэнсис Энн Пратт (21 ноября 1787 — 9 июля 1822)
- Джордж Чарльз Пратт, 2-й маркиз Кэмден (2 мая 1799 — 6 августа 1866), преемник отца.

Маркиза Кэмден умерла в Бейхем-Эбби, Сассекс, в июле 1829 года. Лорд Кэмден пережил её на одиннадцать лет и умер в Сил, графство Суррей, 8 октября 1840 года в возрасте 81 года. Ему наследовал его единственный сын Джордж.
Семейное и жил в доме, расположенном на 22 Арлингтон-стрит в Сент-Джеймс, в районе Вестминстер в центре Лондона, которая примыкает к зданию отеля Риц. в год его смерти, он продал дом майору Генри Сомерсету, 7-му герцогу Бофорту.